# À découvert (roman)
Pour les articles homonymes, voir À découvert.
À découvert (en anglais Shelter) est un roman policier américain de Harlan Coben, publié en 2011. C'est le premier tome d'une trilogie ayant pour héros Mickey Bolitar, le neveu de Myron Bolitar, le personnage phare de l'auteur. Coben a reconnu s'être inspiré d'une certaine manière de ses enfants et leurs amis pour ce livre.
Le roman a été traduit en français en 2012 par Cécile Arnaud. Et publié dans sa langue originale en 2011 . 

## Résumé
Mickey Bolitar commence sa première année dans un lycée huppé du New Jersey, aux États-Unis. Il a grandi voyageant au gré des missions humanitaires de ses parents Brad et Kitty. Depuis la mort de son père dans un accident de voiture et le début de la cure de désintoxication de sa mère, qui a sombré dans la drogue, il vit avec son oncle Myron.
Après quelques semaines, Mickey croise la route d'une vieille femme surnommée la « femme chauve-souris », réputée folle, qui lui dit que son père n'est pas mort. Ayant été témoin de la mort de celui-ci, il ne la croit pas.
Depuis quelque temps, sa petite amie, Ashley Kent, a disparu inexplicablement. Avec ses nouveaux amis, Spoon, un geek impassible et fils du concierge du lycée, Emma, une gothique enrobée méprisée de ses camarades et dont on sait peu de choses, ainsi que Rachel Caldwell, la plus belle fille du lycée, il va partir sur les traces d'Ashley et découvrir ses secrets.
Au fil de son aventure, Mickey va apprendre certaines choses concernant la mort de son père ainsi que le passé de ses parents et va s'apercevoir que tous ces événements sont liés.

## Personnages
- Mickey Bolitar : le neveu de Myron Bolitar, qui l'héberge. Indépendant, forte tête, il a hérité du physique et du caractère de la famille. Sa mère, Kitty, est en cure de désintoxication et son père Brad est mort dans un accident de voiture auquel son fils a survécu. Pourtant, la "femme chauve-souris" dit à Mickey que son père est en vie.

- Arthur, surnommé "Spoon" : le fils du concierge du lycée et le premier ami que se fait Mickey. Il demeure impassible en toutes circonstances et ponctue ses phrases d'anecdotes historiques sans rapport avec le reste.

- Emma, surnommée "Ema" : une adolescente enrobée à l'apparence gothique qui lui vaut le rôle de bouc émissaire des brutes du lycée, jusqu'à ce que Mickey lui tende la main.

- Rachel Caldwell : la plus belle fille du lycée, elle fait tourner la tête de tous les adolescents.
- Myron Bolitar : ancien agent sportif, il héberge son neveu mais lui laisse une certaine liberté.
- Ashley Kent : petite amie de Mickey, elle a disparu subitement, et celui-ci et ses amis vont la rechercher.

## Critique
Geoff Adams, du Otago Daily Times, écrit que le roman donne « un mystère, du suspense et des sensations assez fortes » et conclut de la manière suivante : « vous apprécierez la lecture si vous voulez en savoir plus. Et il n'est pas trop horrible. »
L'Irish Independent affirme que la série est destinée aux adolescents, mais que « les gens âgés pourraient adorer cette nouvelle série, eux aussi. » 
Le Kirkus Reviews déclare que cette nouveauté « bénéficie beaucoup de l'écriture de Harlan Coben, rythmée et ayant plusieurs niveaux de lecture. » Ils ont constaté que la courte durée d'attention au protagoniste était « à la fois appropriée pour son âge et crédible » et que « la lutte de la mère de Mickey Bolitar contre la toxicomanie renforce le caractère poignant » du roman. En conclusion, le roman est selon eux « une entrée pas mauvaise du tout dans le marché de la littérature pour adolescents de cet auteur pour adultes ».

## Adaptation télévisée
En 2022, Amazon Studios annonce vouloir produire une série adaptée du premier roman centré sur Mickey Bolitar À découvert, avec Jaden Michael dans le rôle de Mickey Bolitar, avec Constance Zimmer, Adrian Greensmith, Abby Corrigan et Sage Linder,,. La série, Shelter, sort le 18 août 2023 sur Amazon Prime. Elle est annulée après sa première saison.